# Kenta Suzumura
Kenta Suzumura (jap. 鈴村健太 Suzumura Kenta; ur. 15 września 1998) – japoński florecista, złoty medalista mistrzostw świata.
W 2016 roku zdobył złoto w drużynowo na mistrzostwach świata juniorów w Bourges. W tej samej konkurencji był drugi na rozgrywanych rok później mistrzostwach świata juniorów w Płowdiwie.
Podczas mistrzostw świata w Mediolanie w 2023 roku Japończycy w składzie: Kazuki Iimura, Kyōsuke Matsuyama, Takahiro Shikine i Kenta Suzumura zdobyli złoty medal w zawodach drużynowych. Drużynowo był też czwarty na mistrzostwach świata w Kairze w 2022 roku.
Zdobył drużynowo brązowe medale na igrzyskach azjatyckich w Dżakarcie w 2018 roku i igrzyskach azjatyckich w Hangzhou w 2023 roku.